# Tontogany
Tontogany és una població dels Estats Units a l'estat d'Ohio. Segons el cens del 2000 tenia 364 habitants.

## Demografia
Segons el cens del 2000, Tontogany tenia 364 habitants, 136 habitatges, i 102 famílies. La densitat de població era de 780,8 habitants per km².
Dels 136 habitatges en un 45,6% hi vivien nens de menys de 18 anys, en un 62,5% hi vivien parelles casades, en un 8,8% dones solteres, i en un 24,3% no eren unitats familiars. En el 21,3% dels habitatges hi vivien persones soles l'11,8% de les quals corresponia a persones de 65 anys o més que vivien soles. El nombre mitjà de persones vivint en cada habitatge era de 2,68 i el nombre mitjà de persones que vivien en cada família era de 3,12.
Per edats la població es repartia de la següent manera: un 31,3% tenia menys de 18 anys, un 6,3% entre 18 i 24, un 30,5% entre 25 i 44, un 18,1% de 45 a 60 i un 13,7% 65 anys o més.
L'edat mediana era de 35 anys. Per cada 100 dones de 18 o més anys hi havia 100 homes.
La renda mediana per habitatge era de 41.875 $ i la renda mediana per família de 55.500 $. Els homes tenien una renda mediana de 30.417 $ mentre que les dones 27.188 $. La renda per capita de la població era de 17.578 $. Aproximadament l'1,9% de les famílies i el 5,1% de la població estaven per davall del llindar de pobresa.

## Poblacions més properes
El següent diagrama mostra les poblacions més properes.